# El Jaleo

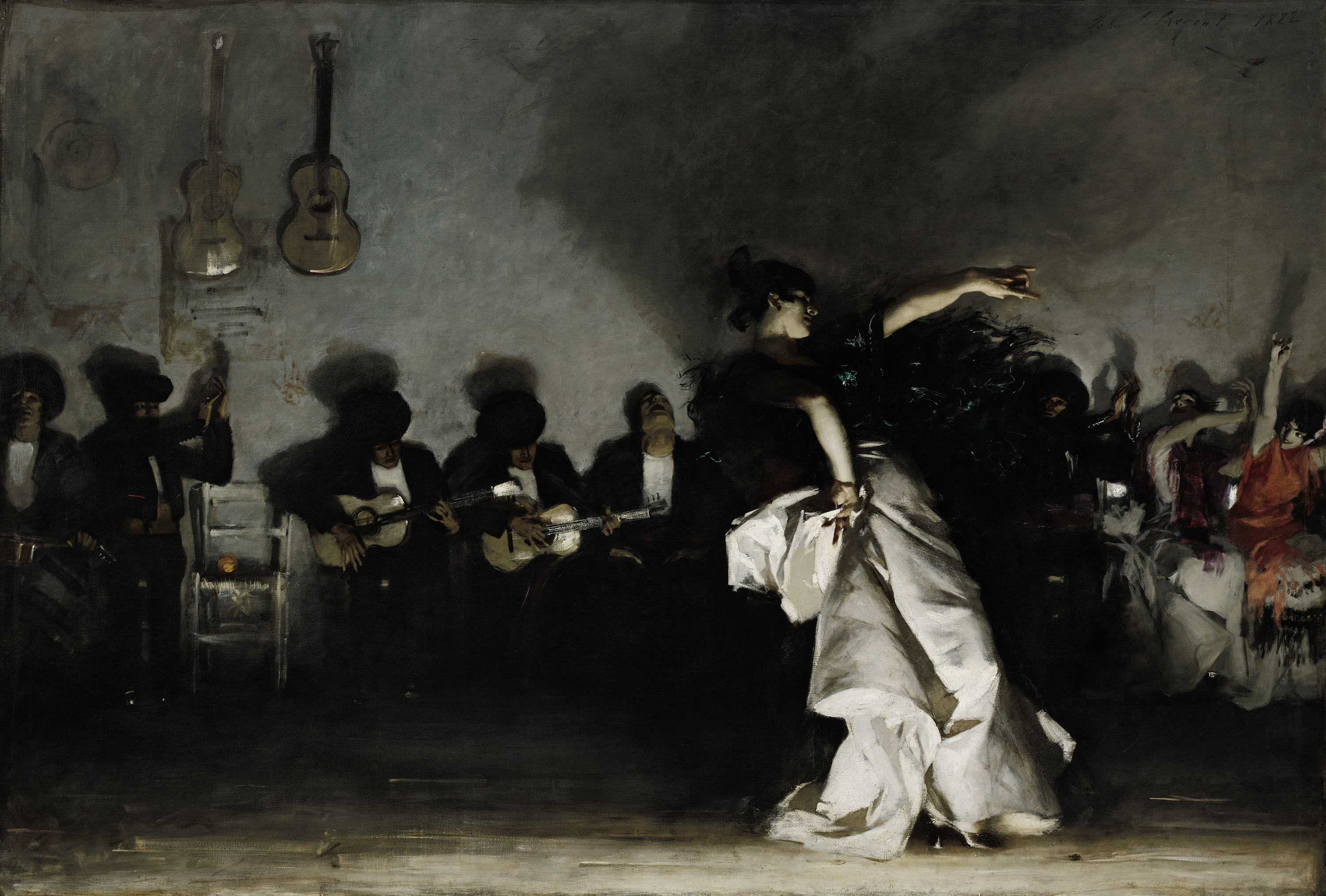
El Jaleo
John Singer Sargent, 1882
232 × 348 cm
Öl auf Leinwand
Isabella Stewart Gardner Museum, Boston

El Jaleo ist ein 1882 in Öl auf Leinwand ausgeführtes Gemälde von John Singer Sargent. Es hat eine Höhe von 232 cm und eine Breite von 348 cm. Das Bild zeigt eine Flamenco-Tänzerin vor einer Gruppe von Musikern beim Tanz eines Jaleo. Sargent hatte wenige Jahre vor Entstehung des Bildes Spanien besucht und dabei sowohl spanische Tänzer beobachtet, als auch spanische Malerei studiert. Das Bild zeigt vor allem in seiner Farbauswahl und der Behandlung von Licht und Schatten eine Verwandtschaft zu Gemälden von Diego Velázquez. Sargent stellte das Bild im Salon de Paris 1882 aus, wo es von der Kritik positiv bewertet wurde. Das Bild gehört zur Sammlung des Isabella Stewart Gardner Museum in Boston.

## Bildbeschreibung
Mit 232 cm Höhe und 348 cm Breite gehört El Jaleo zu den größten Gemälden von Sargent. Im Vordergrund ist eine Tänzerin zu sehen, hinter der mehrere Personen in einer Reihe an einer Wand sitzen. Die Tänzerin ist rechts von der Bildmitte in Seitenansicht dargestellt, wobei der Rücken zum linken Bildrand zeigt. Sie hat den Oberkörper leicht nach hinten geneigt und streckt den linken Arm zum rechten Bildrand nach oben. An der linken Hand sind kleiner Finger und Zeigefinger ausgestreckt, während die anderen Finger etwas zu umfassen scheinen – augenscheinlich eine Kastagnette. Der rechte Arm ist in die Hüfte gestützt und dabei etwas nach vorn gedreht. Mit der rechten Hand hält sie den Stoff des weißen Rocks fest und zieht ihn ein Stück nach oben. Der Stoff des Rocks mit seinem üppigen Faltenwurf lässt die Konturen des Unterkörpers nur erahnen. Unter dem Rock schaut ein Schuh mit hohem Absatz hervor. Grün-schwarzer Stoff umhüllt den Oberkörper und lässt die Arme weitestgehend unbekleidet. Die ausgefransten Enden des Stoffes sind in der Rückenpartie leicht nach oben gewirbelt. Unter dem ausgestreckten Arm weht ein großes Stück Stoff mit Fransen nahezu waagerecht nach vorn. Mit der Haltung der Arme, dem nach hinten geneigten Körper und dem nach vorn wehenden Stoff vermittelt die Tänzerin den Eindruck von Bewegung. Ihr Kopf mit den hochgesteckten schwarzen Haaren ist leicht nach vorn gesenkt. Ihre Augen scheinen ebenso geschlossen zu sein wie ihr Mund. Hierdurch bieten sich Assoziationen von Konzentration oder Trance an.
Die an der Wand hinter der Tänzerin sitzenden Personen begleiten die Tänzerin. Links, vom Bildrand angeschnitten, sitzt ein Mann, der ein Musikinstrument auf dem Schoß hält. Neben ihm hat ein weiterer Mann seine Arme nach oben gehoben, um in die Hände zu klatschen. Dann folgt ein leerer weißer Stuhl, auf dem eine Orange liegt. In der Reihe sitzen weiter zwei Männer, die Gitarre spielen, und ein Mann, der den Kopf in den Nacken gelegt und den Mund weit geöffnet hat – er scheint zu singen. Am rechten Bildrand sitzen drei weitere Personen. Neben einem weiteren, in die Hände klatschenden Mann, haben zwei Frauen Platz genommen. Die eine klatscht ebenfalls in die Hände und die andere, am rechten Bildrand sitzende Frau, hat einen Arm nach oben gestreckt. Die Männer haben schwarze Anzüge und weiße Hemden an. Bis auf den Mann, der den Kopf nach hinten geneigt hat, tragen alle Männer einen schwarzen Hut. Die Frauen am rechten Bildrand sind wie die Tänzerin in Weiß gekleidet. Ihre Oberkörper sind mit rotem Stoff umhüllt, an der zahlreiche Fransen nach unten hängen. Die Personen hinter der Tänzerin sind keine Zuschauer der Tänzerin. Durch das Spielen der Musikinstrumente, das Klatschen der Hände und dem Gesang sind sie Teil der Darbietung, sie geben der Tänzerin den Rhythmus vor.
Der Raum, in dem die Szenerie stattfindet, ist nicht genau zu definieren. Nur eine Wand ist sichtbar. An dieser hängen über den Musikern zwei Gitarren. Der Wandputz variiert von Grau zu Sandfarben. Darauf gibt es ein paar rötliche Stellen. Oberhalb des leeren Stuhls ist ein roter Handabdruck zu sehen. Der Fußboden besteht aus Holzdielen. Unklar ist auch die Beleuchtung des Raumes. Eine Lichtquelle strahlt von vorn auf die Personen, sodass sich die Silhouetten der Körper und Hüte der sitzenden Personen an der Wand abzeichnen. Der Schatten der Tänzerin ist an der Wand als dunkelgraue Fläche zu sehen, wobei hier die genauen Konturen fehlen. Ihr verschwommener Schattenwurf unterstreicht die angedeuteten Bewegungen der Tänzerin. Im Bereich des Fußbodens sind nur die ersten Dielenreihen beleuchtet. Die hinteren Dielen liegen im Dunklen und geben einen starken Kontrast zum hell erleuchteten weißen Rock der Tänzerin. Auffallend ist die spärliche Verwendung von Farbe im Bild. Während weite Teile des Bildes in Schwarz, Weiß sowie Braun- und Grautönen gemalt sind, sorgen nur wenige Farbakzente in Rot, Orange und Grün für eine Auflockerung des Bildes. Oben rechts findet sich die Signatur von Sargent und die Jahreszahl 1882.

## Zur Entstehung des Bildes
John Singer Sargent war ein amerikanischer Maler, der überwiegend in Europa lebte. Von Paris aus unternahm er 1879 eine ausgedehnte Reise nach Spanien. Zunächst hielt er sich einen Monat in Madrid auf, wo er unter anderem das Museo del Prado besuchte. Hier fertigte er zahlreiche Kopien von Gemälden an, darunter auch eine von dem Bild Las Meninas von Diego Velázquez. In El Jaleo finden sich verschiedene Parallelen zu Las Meninas. So zeigt das Bild von Velázquez ebenfalls einen Raum mit mehreren Personen. Die Farbauswahl ist wie bei Sargents Bild weitestgehend auf Schwarz, Weiß sowie Braun- und Grautöne begrenzt und nur vereinzelt finden sich Stellen, wo mit Rot kleine Farbakzente gesetzt sind. Auch die Beleuchtung ist in beiden Gemälden ähnlich. Im Bild von Velázquez sind weite Teile des Bildes im Schattenbereich und die zentrale Figur, die Infantin Margarita, wird von einer Lichtquelle von vorn angestrahlt.
Von Madrid aus reiste Sargent weiter nach Ronda, Granada und Sevilla. In Andalusien sah er Flamenco-Aufführungen – El Jaleo ist eine Form des Flamenco – und machte verschiedene Skizzen. Das Gemälde hingegen entstand nach seiner Rückkehr in Paris. Das monumentale Gemälde war keine Auftragsarbeit, sondern von Anfang an zur Ausstellung im jährlichen Salon de Paris bestimmt. Das spanische Thema war dabei durchaus hilfreich. Seit dem Zweiten Kaiserreich gab es in Paris eine regelrechte Spanienmode und die 1875 in Paris aufgeführte Oper Carmen von Georges Bizet knüpfte hieran an. In diesem in Spanien spielenden Stück ist die Titelrolle der Carmen eine „Zigeunerin“, die unter anderem tanzt und singt. Als der 26-jährige Sargent sein Gemälde 1882 im Salon präsentierte, trug es die Bezeichnung El Jaleo, Danse des gitanes. Der Zusatz Danse des gitanes (Tanz der Zigeunerinnen) ist hierbei deutlich eine Anspielung auf Bizets Carmen. Nach der Ausstellung erhielt Sargent überwiegend positive Kritiken für sein Bild. Paul-Armand Silvestre hob in der Zeitschrift La Vie moderne die Parallelen zur spanischen Malerei hervor. Ihn erinnerte das Bild an Velázquez, wenn er die Tänzerin betrachte, und an Francisco de Goya, wenn er die Personen im Hintergrund ansehe.

## Provenienz
Nachdem das Bild im Salon de Paris von 1882 gezeigt wurde, erwarb es der aus Boston stammende Sammler Thomas Jefferson Coolidge, Jr. (1863–1912). Die ebenfalls aus Boston stammende Sammlerin Isabella Stewart Gardner war eine Verwandte von Coolidge. Spätestens als er 1888 das Bild in Boston öffentlich ausgestellt hatte, zeigt sie sich an dem Bild interessiert. Coolidge schenkte Gardner das Gemälde 1914 für das nach ihr benannte Isabella Stewart Gardner Museum.